# Llista de monuments de Montseny
Llista de monuments de Montseny inclosos en l'Inventari del Patrimoni Arquitectònic Català per al municipi de Montseny (Vallès Oriental). Inclou els inscrits en el Registre de Béns Culturals d'Interès Nacional (BCIN) amb la classificació de monuments històrics i els Béns Culturals d'Interès Local (BCIL) de caràcter arquitectònic.
| Monument                              | Protecció | Estil/època                       | Localització                                            | Coordenades                                          | Codi?     | Imatge |
| ------------------------------------- | --------- | --------------------------------- | ------------------------------------------------------- | ---------------------------------------------------- | --------- | --- |
| Església de Sant Julià del Montseny   |           | Romànic, barroc XII, XVIII Mitjan | Montseny Pl. de l'Església                              | 41° 45′ 34″ N, 2° 23′ 41″ E / 41.759516°N,2.394828°E | IPA-29195 | Església de Sant Julià del Montseny · Vegeu més fotos d'aquest monument · Carregueu una nova foto d'aquest monument          |
| L'Auladell                            |           | Obra popular XVI, XVII            | Montseny                                                | 41° 46′ 49″ N, 2° 22′ 45″ E / 41.780361°N,2.379278°E | IPA-29199 | Carregueu una nova foto d'aquest monument                                                                                    |
| Can Badó                              |           |                                   | Montseny Fora del nucli urbà                            | 41° 45′ 32″ N, 2° 22′ 56″ E / 41.759016°N,2.382160°E | IPA-29200 | Carregueu una nova foto d'aquest monument                                                                                    |
| El Baiés                              |           | Barroc XVII                       | Montseny Ctra. BV-5301, km 20                           | 41° 46′ 45″ N, 2° 23′ 41″ E / 41.779052°N,2.394795°E | IPA-29201 | Carregueu una nova foto d'aquest monument                                                                                    |
| La Bessa                              |           | Gòtic tardà XV-XVI                | Montseny Ctra. BV-5301, km 23                           | 41° 47′ 27″ N, 2° 21′ 52″ E / 41.790870°N,2.364454°E | IPA-29202 | Carregueu una nova foto d'aquest monument                                                                                    |
| Coll de Bosc                          |           | Gòtic tardà XVI                   | Montseny Ctra. BV-5301, km 23                           | 41° 47′ 19″ N, 2° 22′ 09″ E / 41.788640°N,2.369206°E | IPA-29203 | Carregueu una nova foto d'aquest monument                                                                                    |
| Can Cot                               |           | Obra popular XV                   | Montseny Ctra. BV-5301, km 20                           | 41° 46′ 50″ N, 2° 23′ 44″ E / 41.780511°N,2.395612°E | IPA-29204 | Carregueu una nova foto d'aquest monument                                                                                    |
| La Ginesta                            |           | Obra popular XVIII                | Montseny Ctra. BV-5301, km 22                           | 41° 46′ 58″ N, 2° 22′ 35″ E / 41.782736°N,2.376373°E | IPA-29205 | Carregueu una nova foto d'aquest monument                                                                                    |
| Les Illes                             |           | Obra popular XVII                 | Montseny Camí Montseny - Sant Marçal per Cervera        | 41° 47′ 23″ N, 2° 24′ 44″ E / 41.789713°N,2.412291°E | IPA-29206 | Carregueu una nova foto d'aquest monument                                                                                    |
| L'Isern                               |           | Obra popular XVI                  | Montseny Ctra. BV-5301, km 23                           | 41° 47′ 18″ N, 2° 22′ 13″ E / 41.788211°N,2.370278°E | IPA-29207 | Carregueu una nova foto d'aquest monument                                                                                    |
| La Llavina                            |           | Obra popular XVII                 | Montseny Ctra. BV-5301, vora km 23                      | 41° 46′ 27″ N, 2° 22′ 37″ E / 41.774196°N,2.376895°E | IPA-29208 | Carregueu una nova foto d'aquest monument                                                                                    |
| El Molar                              |           | Obra popular XVI                  | Montseny Camí del Pla de la Calma                       | 41° 45′ 40″ N, 2° 21′ 46″ E / 41.761018°N,2.362791°E | IPA-29209 | Carregueu una nova foto d'aquest monument                                                                                    |
| Casanova del Molar                    |           | Obra popular XVIII                | Montseny Camí del Pla de la Calma                       | 41° 45′ 53″ N, 2° 22′ 16″ E / 41.764595°N,2.371195°E | IPA-29210 | Carregueu una nova foto d'aquest monument                                                                                    |
| Can Riera Moliner                     |           | Obra popular XVI                  | Montseny Camí del Pla de la Calma                       | 41° 46′ 32″ N, 2° 23′ 46″ E / 41.775636°N,2.396139°E | IPA-29211 | Carregueu una nova foto d'aquest monument                                                                                    |
| Hotel Sant Bernat                     |           | Darreres tendències XX Mitjan     | Montseny Ctra. de Sant Martí del Montseny, km 3         | 41° 46′ 52″ N, 2° 23′ 46″ E / 41.781198°N,2.396062°E | IPA-29212 | Hotel Sant Bernat (Montseny) · Vegeu més fotos d'aquest monument · Carregueu una nova foto d'aquest monument                 |
| Capella de Sant Bernat de Menthon     |           | Historicisme XX Mitjan            | Montseny Al costat de l'Hotel de Sant Bernat de Menthon | 41° 46′ 53″ N, 2° 23′ 45″ E / 41.781511°N,2.395711°E | IPA-29213 | Capella de Sant Bernat de Menthon (Montseny) · Vegeu més fotos d'aquest monument · Carregueu una nova foto d'aquest monument |
| Capella de Sant Marçal del Montseny   |           | Romànic XI                        | Montseny                                                | 41° 48′ 13″ N, 2° 25′ 13″ E / 41.803516°N,2.420398°E | IPA-29214 | Capella de Sant Marçal del Montseny · Vegeu més fotos d'aquest monument · Carregueu una nova foto d'aquest monument          |
| Ermita de Sant Martí                  |           | Obra popular                      | Montseny Montseny d'Amunt                               | 41° 46′ 41″ N, 2° 22′ 48″ E / 41.777941°N,2.379885°E | IPA-29217 | Ermita de Sant Martí (Montseny) · Vegeu més fotos d'aquest monument · Carregueu una nova foto d'aquest monument              |
| Can Teixidor, Can Teixidor de l'Arbós |           | Obra popular XVII, XX             | Montseny Ctra. BV-5301, km 15, Montseny d'Amunt         | 41° 46′ 11″ N, 2° 22′ 56″ E / 41.769703°N,2.382130°E | IPA-29218 | Carregueu una nova foto d'aquest monument                                                                                    |
| Can Cervera                           |           | Obra popular XVIII                | Montseny Veïnat de Vila-seca                            | 41° 46′ 13″ N, 2° 23′ 25″ E / 41.770357°N,2.390392°E | IPA-29220 | Carregueu una nova foto d'aquest monument                                                                                    |
| Estela de Can Cervera                 |           | Obra popular XX                   | Montseny Veïnat de Vila-seca                            | 41° 46′ 15″ N, 2° 23′ 28″ E / 41.770812°N,2.391158°E | IPA-29221 | Carregueu una nova foto d'aquest monument                                                                                    |
| Can Jovany                            |           | Obra popular XVII                 | Montseny Veïnat de Vila-seca                            | 41° 46′ 14″ N, 2° 23′ 24″ E / 41.770509°N,2.390102°E | IPA-29222 | Carregueu una nova foto d'aquest monument                                                                                    |
| Ermita de Santa Anastàsia             |           | Obra popular XII                  | Montseny Veïnat de Vila-seca                            | 41° 46′ 14″ N, 2° 23′ 26″ E / 41.770533°N,2.390481°E | IPA-29223 | Carregueu una nova foto d'aquest monument                                                                                    |
| Molí de Can Xifré                     |           | Obra popular                      | Montseny                                                | 41° 45′ 20″ N, 2° 23′ 32″ E / 41.75555°N,2.39227°E   | IPA-33794 | Carregueu una nova foto d'aquest monument                                                                                    |
| Pont de Can Coca                      |           | Obra popular                      | Montseny Sobre el riu Tordera                           | 41° 44′ 50″ N, 2° 24′ 08″ E / 41.747116°N,2.402200°E | IPA-33832 | Pont de Can Coca (Montseny) · Vegeu més fotos d'aquest monument · Carregueu una nova foto d'aquest monument                  |
| Molí del Puig, la Fabriqueta          |           | Obra popular XIX-XX               | Montseny                                                | 41° 48′ 03″ N, 2° 25′ 34″ E / 41.80097°N,2.42603°E   | IPA-41650 | Carregueu una nova foto d'aquest monument                                                                                    |
| Molí de la Llavina                    |           | Obra popular                      | Montseny Barri de la Llavina                            | 41° 46′ 27″ N, 2° 22′ 45″ E / 41.77414°N,2.37905°E   | IPA-41651 | Carregueu una nova foto d'aquest monument                                                                                    |
| Pou de la neu d'en Besa               |           | Obra popular XIX-XX               | Montseny Collet d'en Besa                               |                                                      | IPA-41652 | Carregueu una nova foto d'aquest monument                                                                                    |
| Pous de les Emprius, pous de neu      |           | Obra popular                      | Montseny                                                | 41° 47′ 02″ N, 2° 25′ 54″ E / 41.7840°N,2.4318°E     | IPA-41655 | Carregueu una nova foto d'aquest monument                                                                                    |

La Taula dels Tres Bisbes està en el límit municipal. Vegeu la llista de monuments d'Arbúcies.